# Vasculite de hipersensibilidade
Vasculite de hipersensibilidade, também conhecida como vasculite cutânea de pequenos vasos, angiite de hipersensibilidade,  angiite leucocitoclástica e vasculite leucocitoclástica, é uma inflamação dos pequenos vasos sanguíneos caracterizada clinicamente por púrpura palpável.